# Manantiales, Mecatlán
Manantiales är en ort i Mexiko.   Den ligger i kommunen Mecatlán och delstaten Veracruz, i den sydöstra delen av landet, 180 km nordost om huvudstaden Mexico City. Manantiales ligger 302 meter över havet och antalet invånare är 510.
Terrängen runt Manantiales är kuperad åt sydväst, men åt nordost är den platt. Runt Manantiales är det tätbefolkat, med 356 invånare per kvadratkilometer. Närmaste större samhälle är Olintla, 13,2 km sydväst om Manantiales. Omgivningarna runt Manantiales är en mosaik av jordbruksmark och naturlig växtlighet.